# Nova História
Nova história (em francês Nouvelle Histoire) é corrente historiográfica surgida nos anos 1970 e correspondente à terceira geração da chamada Escola dos Annales. Seu nome derivou da publicação da obra "Fazer a História", em três volumes, organizada pelos historiadores Jacques Le Goff e Pierre Nora, seus principais expoentes na França.
Na Grã-Bretanha,várias revistas inserem-se nessa corrente, dentre as quais a Past and Present.

## Metodologias
A nova história é  a história das soberanias: trata-se de estabelecer uma história que banaliza as formas de representação coletivas e as estruturas mentais das sociedades, cabendo ao historiador a análise e interpretação crítica dos dados. São analisados globalmente os fenômenos de longa duração, os grandes conjuntos coerentes na sua organização social e econômica e articulados por um sistema de representações homogêneo. A nova história também recorre à antropologia histórica. Por sua definição abrangente do objeto da História, essa corrente também foi designada "História total", em contraste com as abordagens que privilegiam a política ou a "teoria do grande homem" de Thomas Carlyle e outros.
A nova história rejeita a composição da História unicamente como narrativa e a valorização dos documentos oficiais como única fonte básica de pesquisa. Em contrapartida, considera as motivações e intenções individuais como elementos explicativos para os eventos históricos, mantendo a velha crença na objetividade.
Hervé Coutau-Bégarie, em sua obra Le phénomène nouvelle histoire, considera que a nova história falha, no entanto, por não considerar a história política, militar e diplomática. No entanto, autores argumentam que a Nova História não desconsidera a história política, militar e diplomática, mas sim enfoca um leque mais diverso de fontes.